# Franz Schmalzgrueber
Franz Xaver Schmalzgrueber, auch Franciscus Schmalzgrueber (* 9. Oktober 1663 in Griesbach; † 7. November 1735 in Dillingen an der Donau) war ein deutscher Jesuit, Theologe und Hochschullehrer.

## Leben
Schmalzgrueber wurde mit 26 Jahren Jesuit. Er studierte an der Universität Ingolstadt und erwarb sich dort sowohl einen Dr. theol. als auch einen Dr. iur. can. 1698 erhielt er eine Professur der Logik, 1702 dann der Moral sowie 1705 eine Professur des kanonischen Rechts an der Universität Dillingen. 1709 folgte er einem Ruf zurück an die Universität Ingolstadt, an der er als Nachfolger von Melchior Friderich das kanonische Recht lehrte.
Schmalzgrueber war von 1716 bis 1724 und von 1730 bis 1735 als Kanzler an der Universität Dillingen tätig. In der Zwischenzeit erschien er ab 1724 zwei Jahre als Zensor der Jesuiten in Rom. Zudem kam er durch seine Lehrtätigkeiten nach München, Neuburg an der Donau, Mindelheim, Augsburg, Innsbruck und Luzern.
Sein kirchenrechtliches Schrifttum war bis 1917 ein Standardwerk. Die Sacra Rota in Rom griff darüber hinaus weiter auf seine Werke in der Urteilsfindung zurück.

## Publikationen (Auswahl)
- Corpus Naturale Per Principia sua examinatum, Ingolstadt 1701.
- Ius canonicum.
  - Band 1: Iudex ecclesiasticus, Ingolstadt 1711.
  - Band 2: Iudicium eccles, Ingolstadt 1712.
  - Band 3: Clerus Saecularis et Regularis, 2 Teile, Ingolstadt 1713/1715.
  - Band 4: Sponsalia, Ingolstadt 1715.
  - Band 5: Crimen fori eccleseastici, 2 Teile, Ingolstadt 1718.
- Consilia seu responsa iuris, 1740.